# 18961 Гампфрімен
18961 Гампфрімен (18961 Hampfreeman) — астероїд головного поясу, відкритий 31 серпня 2000 року.
Тіссеранів параметр щодо Юпітера — 3,503.